# Steve Schirripa
Steven R. Schirripa (ur. 3 września 1957 w Nowym Jorku) – amerykański aktor, najbardziej znany z roli Bobby'ego Baccalieri z serialu Rodzina Soprano. Poza tym zagrał kilka mniejszych ról w filmach Posłaniec i Joe Dirt.
Schirripa napisał książkę opierającą się na jego życiu, zatytułowaną A Goomba's Guide to Life.

## Filmografia
- Las Vegas parano (1998)
- Posłaniec (1999)
- Rodzina Soprano (1999-2007)
- Witamy w Hollywood (2000)
- Skradzione jutro (2000)
- Joe Dirt (2001)
- Agencie podaj łapę (2001)
- Pokerzysta (2003)
- Facet z ogłoszenia (2005)
- That's Amore! (2007)
- Zabić Irlandczyka (2011)
- Nicky Spoko (2013)